# Luiz Francisco (skatista)
Luiz Francisco Nunes, também conhecido como Luizinho (Lorena, 24 de julho de 2000), é um skatista profissional brasileiro. Ele competiu em eventos do skate park masculino em várias edições do Campeonato Mundial de Skate, terminando em nono em 2018 e levando a medalha de prata em 2019. Além disso, chegou a participar do X Games.
Ele foi classificado para os Jogos Olímpicos de Verão de 2020 em Tóquio, onde finalizou em quarto lugar em sua modalidade.